# Anathallis obovata
Anathallis obovata é uma espécie de orquídea (Orchidaceae) originária do Brasil.